# Murray Hill (Kentucky)
Murray Hill es una ciudad ubicada en el condado de Jefferson en el estado estadounidense de Kentucky. En el Censo de 2010 tenía una población de 582 habitantes y una densidad poblacional de 1.702,36 personas por km².

## Geografía
Murray Hill se encuentra ubicada en las coordenadas 38°17′27″N 85°35′16″O / 38.29083, -85.58778. Según la Oficina del Censo de los Estados Unidos, Murray Hill tiene una superficie total de 0.34 km², de la cual 0.34 km² corresponden a tierra firme y (1.52%) 0.01 km² es agua.

## Demografía
Según el censo de 2010, había 582 personas residiendo en Murray Hill. La densidad de población era de 1.702,36 hab./km². De los 582 habitantes, Murray Hill estaba compuesto por el 96.39% blancos, el 1.55% eran afroamericanos, el 0% eran amerindios, el 1.37% eran asiáticos, el 0% eran isleños del Pacífico, el 0.17% eran de otras razas y el 0.52% pertenecían a dos o más razas. Del total de la población el 0.69% eran hispanos o latinos de cualquier raza.